# Копенгагенська битва (1801)
Копенгагенська битва (англ. Battle of Copenhagen, дан. Slaget på Reden) — бій між британським і данським флотами, який відбувся 2 квітня 1801 року.

## Передісторія
З 1792 року Велика Британія перебувала у стані війни з Францією. Британський королівський флот захоплював торговельні судна нейтральних держав у разі підозри, що вони ведуть торгівлю з Францією. Після виходу Росії з антифранцузької коаліції імператор Павло I запропонував для захисту судноплавства відновити політику збройного нейтралітету, що успішно діяла в період війни за незалежність США. До союзу, створеного в грудні 1800 року, приєдналися Данія, Пруссія і Швеція. Британський уряд убачав у цьому союзі серйозну загрозу інтересам Великої Британії.
На початку 1801 року британці підготували в Грейт-Ярмуті флот із метою протидії союзу. Британці поспішали активізуватися до того, як розтане крига Балтійського моря і російський флот вийде зі своїх баз у Кронштадті і Ревелі. Данцям надіслали ультиматум із вимогою виходу з союзу. 12 березня британський флот вийшов у море і 19 березня прибув у Скаген, де було отримано повідомлення, що Данія відхилила ультиматум. Таким чином, проблему слід було розв'язувати силою.
Думки англійців розійшлися. Командувач флоту адмірал Паркер уважав, що слід просто блокувати вихід із Балтійського моря, заступник командувача віцеадмірал Гораціо Нельсон наполягав на активних діях.

## Битва

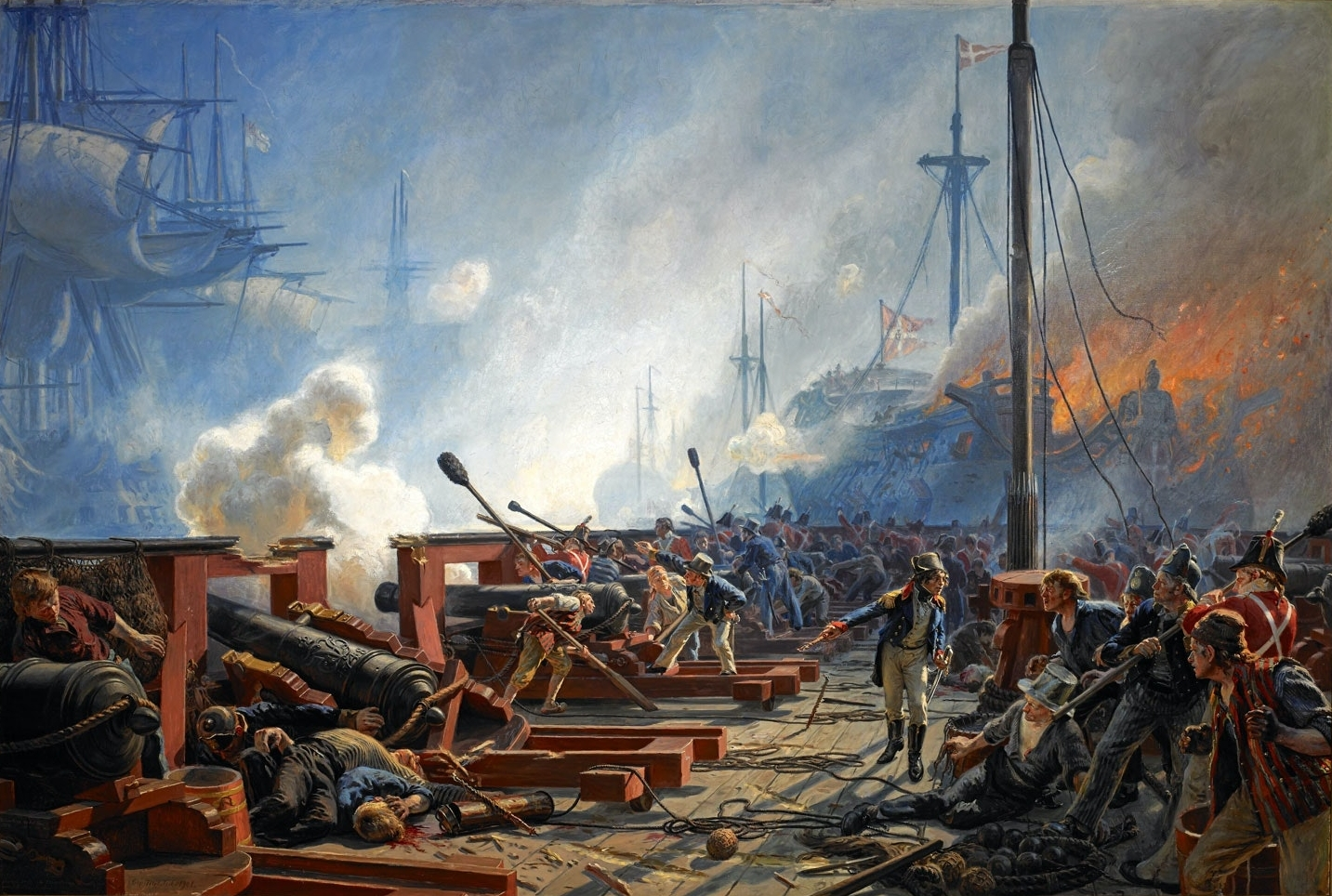
Картина «П. Віллемоос під час Копенгагенської битви. 1801»

О 9:30 ранку данські кораблі, поставлені на якір уздовж узбережжя, та їхня берегова артилерія були атаковані численнішими силами британців. Після декількох годин запеклої артилерійської перестрілки адмірал Паркер, що командував британським флотом, віддав наказ про відведення кораблів, але Нельсон, не підкорившись йому, продовжив бій. До вечора, після припинення вогню, британці відправили до данського кронпринца Фредеріка парламентарів із вимогами про визнання поразки. Первісне 24-годинне перемир'я підписав о 8-й годині вечора на борту британського флагмана Лондон данський генерал-ад'ютант Ліндхорн. 3 квітня в Копенгагені в палаці Амалієнборг Нельсон провів двогодинні переговори з Фредеріком. Віце-адмірал зажадав від данців або роззброєння флоту, або передачі його британській короні. Після подальших тривалих переговорів 8 квітня було підписано перемир'я на 14 тижнів, данський флот був частково затоплений, частково відправлений до Британії.